# Seznam generálních tajemníků a předsedů Komunistické strany Číny
Seznam generálních tajemníků a předsedů ústředního výboru Komunistické strany Číny od roku 1921. Po převzetí moci komunisty roku 1949 patří tyto funkce mezi nejvyšší a nejmocnější v Číně. Od roku 1921 se na tomto postu vystřídalo 11 osob. Současný generální tajemník ústředního výboru KS Číny je Si Ťin-pching.

## Názvy pro nejvyššího představitele Komunistické strany Číny
| Jméno                                                   | Existence |
| ------------------------------------------------------- | --------- |
| Tajemník prozatímního výboru                            | 1921–1922 |
| Předseda ústředního výkonného výboru                    | 1922–1925 |
| Generální tajemník ústředního výboru                    | 1925–1943 |
| Předseda ústředního politbyra a ústředního sekretariátu | 1943–1945 |
| Předseda ústředního výboru                              | 1945–1982 |
| Generální tajemník Ústředního výboru                    | od 1982   |

## Generální tajemníci a předsedové Komunistické strany Číny
| č. | Jméno (život)                      | Počátek mandátu    | konec mandátu      | Ústřední výbor                                                    | Portrét |
| -- | ---------------------------------- | ------------------ | ------------------ | ----------------------------------------------------------------- | ------- |
| 1  | Čchen Tu-siou 陈独秀 (1879–1942)   | 1. července 1921   | 7. srpna 1927      | 2. (1922–23) 3. (1923–25) 4.(1925–27)                             |         |
| 2  | Siang Čung-fa 向忠发 (1880–1931)   | 1. července 1928   | 24. června 1931    | 5. (1927–28) 6. (1928–45)                                         |         |
| 3  | Po Ku 博古 (1907–1946)             | září 1931          | 17. ledna 1935     | 6. (1928–45)                                                      |         |
| 4  | Čang Wen-tchien 张闻天 (1900–1976) | 17. ledna 1935     | 20. března 1943    | 6. (1928–45)                                                      |         |
| 5  | Mao Ce-tung 毛泽东 (1893–1976)     | 20. března 1943    | 9. září 1976       | 6. (1928–45) 7. (1945–56) 8. (1956–69) 9. (1969–73) 10. (1973–77) |         |
| 6  | Chua Kuo-feng 华国锋 (1921–2008)   | 7. října 1976      | 28. června 1981    | 11. (1977–82)                                                     |         |
| 7  | Chu Jao-pang 胡耀邦 (1915–1989)    | 29. června 1981    | 15. ledna 1987     | 11. (1977–82) 12. (1982–87)                                       |         |
| 8  | Čao C'-jang 赵紫阳 (1919–2005)     | 16. ledna 1987     | 24. června 1989    | 12. (1982–87) 13. (1987–92)                                       |         |
| 9  | Ťiang Ce-min 江泽民 (*1926)        | 24. června 1989    | 15. listopadu 2002 | 13. (1987–92) 14. (1992–97) 15. (1997–02)                         |         |
| 10 | Chu Ťin-tchao 胡锦涛 (*1942)       | 15. listopadu 2002 | 15. listopadu 2012 | 16. (2002–07) 17. (2007–12)                                       |         |
| 11 | Si Ťin-pching 习近平 (*1953)       | 15. listopadu 2012 | současný           | 18. (2012–17) 19. (2017–22)                                       |         |